# Дмитро Мирон «Орлик»
Дмитро Мирон «Орлик» (псевдо: «Максим Орлик», «Брюс», «Піп», «Роберт», «Андрій», «Свєнціцький»; 5 листопада 1911, с. Рай (нині Бережанський район, Тернопільська область) — 25 липня 1942, Київ) — відомий ідеолог та діяч ОУН, Крайовий провідник ОУН на Осередньо-Східних Українських Землях.

## Біографія
Народився в родині робітників. Дитинство Дмитра було важким. Коли йому було лише п'ять років, у нього померла мати, осиротивши п'ятеро дітей. Піклування над молодшими дітьми перебрала на себе старша сестра Ганна.
Середню освіту здобув у Бережанській гімназії (1928) та в Академічній гімназії у Львові (1930). Був членом Пластового куреня ч. 24 імені Павла Полуботка (Бережани). Ще під час навчання у гімназії він вступає в підпільне Юнацтво ОУН та включається в активну роботу. У 1930 році — з відзнакою закінчив гімназію і вступив на юридичний факультет Львівського університету. Під час університетських студій Дмитро Мирон став членом Крайової Екзекутиви ОУН на Західноукраїнських землях, Провідником юнацтва, редактором «Бюлетня ОУН на ЗУЗ», тримав зв'язок зі станицею ОУН у Кракові та за кордоном. Вперше арештований польською поліцією у травні 1932 року під час сутички з нею на Личаківському цвинтарі в часі зелених свят, коли поліція намагалась розігнати людей, які прийшли сюди вшанувати воїнів, полеглих за волю України. У тюрмі пише текст «44-х правил життя українського націоналіста», котрі поряд з «Декалогом» Степана Ленкавського та «12 прикметами характеру» Осипа Мащака стали складовою «Катехизу українського націоналіста».
Вдруге був арештований у жовтні 1933 року за приналежність до ОУН і поширення революційної літератури. Засуджений на 7 років ув'язнення. Покарання відбував у в'язницях центральної Польщі, в містах Равич та Вронки. В цей час дуже багато читав, готуючи матеріали для свого твору про ідеологію українського націоналізму. Потрібну літературу йому доставляла сестра Ганна. Проте відбути повного терміну покарання йому не довелось, так як на підставі проголошеної у 1936 році амністії його термін зменшено на 2 роки, таким чином Мирон вже у серпні 1938 року виходить на волю.
З 1939 року — політично-ідеологічний референт Крайової Екзекутиви ОУН на ЗУЗ, редактор «Бюлетеню» КЕ ОУН. Провідником ОУН в Західній Україні був тоді Володимир Тимчій-«Лопатинський». В серпні 1939 «Орлик» був учасником Другого Великого Збору ОУН у Римі.
Був також одним з ініціаторів, організаторів і активних учасників нарад провідного активу ОУН 9-10 лютого 1940 у Кракові, автор їх постанов, викладачем з ідеологічної підготовки СБ ОУН.
Після розділу Польщі в вересні 1939, Мирон-Орлик очолив роботу по налагодженню на українських землях, що ввійшли до Генерал-Губернаторства Польща, нелегальної мережі ОУН. В цей час він був членом Революційного Проводу ОУН, крайовим провідником ОУН Західних Окраїн Українських Земель (ЗОУЗ, Закерзоння, 02.1940), референтом пропаганди (03.1940).
Після нелегального переходу кордону на радянську територію, розпочав роботу по відновленню підпільних структур ОУН, які зазнали серйозних втрат від репресій НКВС. Тепер він займає посади організаційного референта Крайової Екзекутиви ОУН Західних Українських Земель (ЗУЗ, 04.1940) та крайового провідника ОУН ЗУЗ (04.1940-12.1940). В цей період потрібно було створити нове підпільне керівництво та відновити зв'язки з обласними організаціями; виробляти нову тактику й методи боротьби, нові форми конспірації. Радянська агентура докладала всіх зусиль, щоб піймати керівника ОУН, але арештувати Мирона їм не вдалось. Проте заарештували його сестру Тосю, яку у червні 1941 року закатували у Тернопільській тюрмі.
В 1940 році Д.Мирон-Орлик закінчив основоположну ідеологічну працю «Ідея і чин України». Вона було видано у підпіллі на циклостилі під псевдонімом «Максим Орлик». Це найповніший виклад української націоналістичної ідеології того часу й важливий історичний документ політичної думки тодішніх керівників визвольного руху.
Ось його визначення нації із цієї праці:
|  | «Нація — це не лише біологічно-психологічний, суспільно-історичний і духовно-етичний твір, але це також політичний твір, що проявляється у волі й здібності керувати самим собою, творити власне самостійне життя, творити власну державу. Тільки через державу нація виступає як самостійний предмет історії, як суверен. Нація є джерелом і підставою найвищої неподільної державної влади». «Нація – це вищий ступінь розвитку народу. Це ідейно-політичне оформлення й завершення народу. Нарід стає нацією, коли витвориться у нього спільна воля й ідея творити власне життя, політично себе оформити, коли усвідомить собі своє історичне покликання…» |

У грудні 1940 року «Орлик» знову перейшов кордон, щоб потрапити на новий II Великий Збір ОУН в Кракові (1-4.04.1941), де він доповів Проводові ОУН про становище в Україні та взяв якнайактивнішу участь у формулюванні відповідних постанов. Став членом Проводу ОУН (1941—1942).
З червня 1941 року перебував у Відні, де займався політичним вишколом батальйону «Роланд».
Після проголошення у Львові 30 червня 1941 року відновлення Української Держави, а потім арешту німцями нового уряду — Українського Державного Правління, українські революціонери-націоналісти вирішили взяти адміністративну владу на місцях: областях, районах, до Києва спрямовано Особливу групу, яка складалася з провідних членів ОУН під керівництвом Ярослава Старуха, Дмитра Мирона та Василя Кука з метою скликати Народні Збори й повторно проголосити Відновлення Української Держави зі столицею у Києві. Ця Київська Особлива група (близько 30 чоловік) добралась до міста Василькова під Києвом. Але німці 31 серпня арештували частину її членів, зокрема й Дмитра Мирона. Арештованих відправили до Львова через Білу Церкву—Житомир—Луцьк. Допити і тортури почались у Житомирській тюрмі, але ніхто з арештованих не признався навіть до своїх власних прізвищ. У Луцьку трьом в'язням — Миронові Дмитру, Кукові Василеві та Онишкевичу Тарасові пощастило втекти з-під арешту й через Волинь добратися до Львова.
Після вересневих арештів, що їх провело гестапо в Україні та в Німеччині, ОУН перейшла в глибоке підпілля й почала збройну боротьбу проти німецьких окупантів. У вересні 1941 року Дмитро Мирон взяв активну участь у І-й Конференції Проводу ОУН, на якій розроблено детальний план підпільної діяльності проти німецьких окупантів. У постановах Конференції наголошувалось на необхідності поширення діяльності ОУН на всі українські етнографічні землі, включаючи й Кубань. Після закінчення нарад Дмитро Мирон відбув до Києва, де з жовтня 1941 року очолив Провід ОУН на Осередньо-Східних Українських Землях (ОСУЗ).
Заарештований гестапо в Києві. Вбитий під час спроби втечі із в'язниці 25 липня 1942 року на розі Фундуклеївської і Театральної (зараз — Богдана Хмельницького та Лисенка відповідно).

## Вшанування пам'яті

Меморіальна таблиця на місці загибелі Дмитра Мирона-Орлика

Пам'ятник Дмитру Мирону в с. Рай

- Пам'ятник Дмитру Мирону у його рідному селі Рай.
- Меморіальна таблиця Дмитру Мирону-Орлику на місці його загибелі у Києві.
- Рішенням сесії Бережанської міської ради № 76 від 31.07.1998 року Дмитру Мирону-Орлику присвоєно звання «Почесний громадянин міста Бережани».

## Ідея і Чин України
- Максим Орлик. Ідея і чин України. [без місця], 1940. Машинопис на 106 с., з авторськими праками. Є лише 97 стор.: 1, 7-28, 33-106 (на правах рукопису) // Diasporiana Електронна бібліотека
- Молодіжний Націоналістичний Конгрес. Ідея і Чин України (Мирон-Орлик Дмитро). [без місця] [без року] 117 pdf pages.
- Лариса Громадська. «Ідея і чин України»: світоглядний орієнтир // Український погляд, 5 лютого 2018 14:37
- Віктор Рог. Ідея і чин Дмитра Мирона // 28 жовтня 2021 09:04 Легендарний твір Дмитра Мирона – «Орлика» «Ідея і Чин України», котрий кілька десятиліть перебував у таємних спецхранах «під московським караулом у тюрмі» за № 7612, вперше виданий нами в 2001 році з нагоди 90-ліття з дня народження Дмитра Мирона, а з нагоди 75-річчя загибелі автора та ювілею УПА ми, відгукуючись на численні запити і побажання, перевидали знову.